# Pewsum

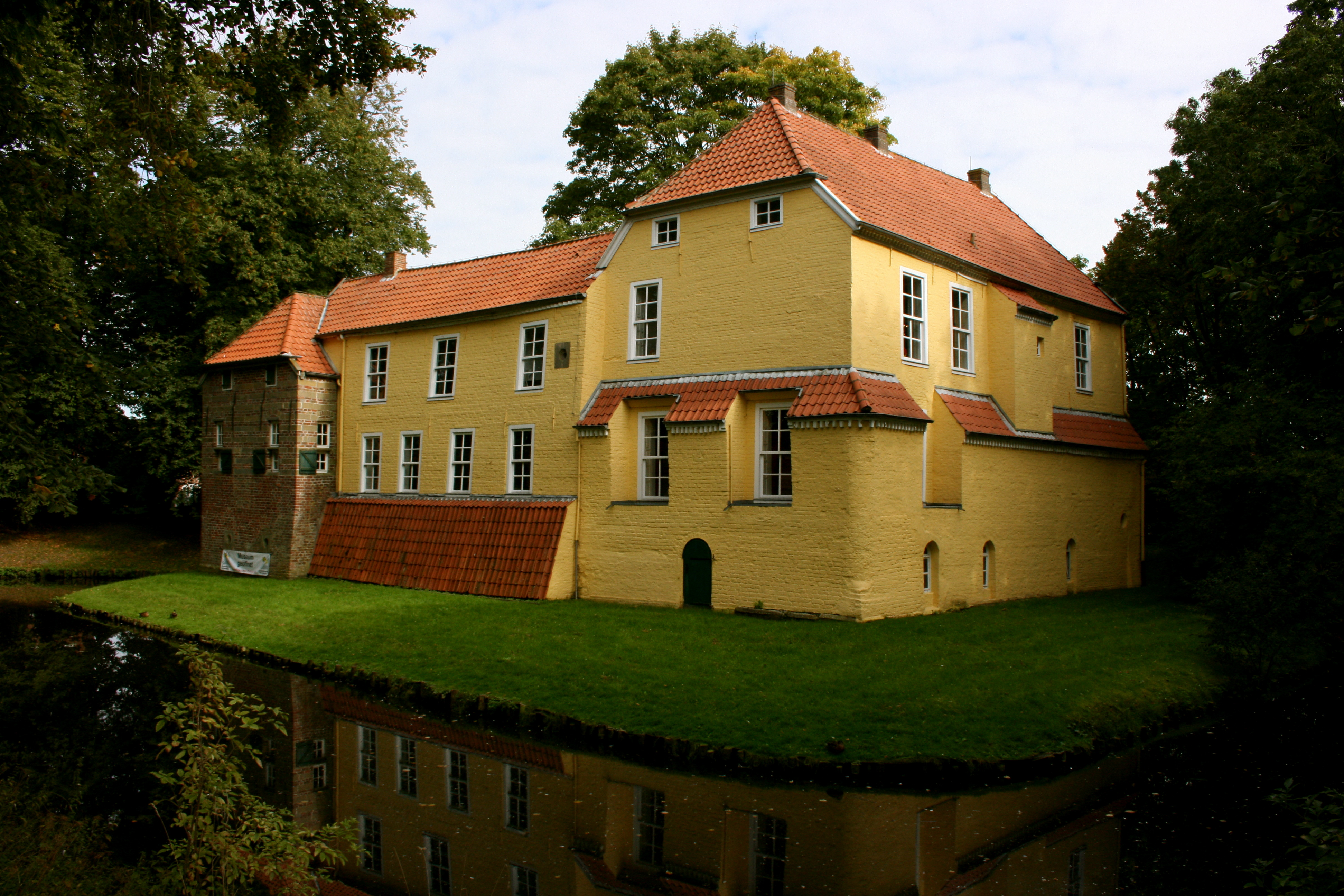
de Manningaburg

Pewsum is een plaats in Oost-Friesland in de Duitse deelstaat Nedersaksen. Pewsum is de hoofdplaats van de gemeente Krummhörn en telt 3228 inwoners (2012).
De oudste vermelding van Pewsum dateert al uit 945. Volgens een oorkonde was er sprake van een borg van het geslacht Manninga (de Manningaburg) dat later een rol zal spelen als hoofdeling in Oost-Friesland. In de zestiende eeuw komt de borg in handen van de Cirksena's die dan al graaf van Oost-Friesland zijn.
Vlak bij de borg bevindt zich de Nicolaaskerk.

## Sport
- TuS Pewsum is de lokale sportvereniging

Campen · Canum · Eilsum · Freepsum · Greetsiel · Grimersum · Groothusen · Hamswehrum · Jennelt · Loquard · Manslagt · Pewsum · Pilsum · Rysum · Upleward · Uttum · Visquard · Woltzeten · Woquard

Nedersaksen: Steden en gemeenten      Duitsland: Deelstaten · Gemeenten
- Gemeinsame Normdatei: 4103068-0
- Virtual International Authority File: 240365039